# جان ريتشر
جان ريتشر (بالفرنسية: Jean Richer)‏ (و. 1630 – 1696 م) هو عالم فلك من فرنسا. ولد في فرنسا.
توفي في باريس، عن عمر يناهز 66 عاماً.

## مناصب وهيئات
أدار الأكاديمية الفرنسية للعلوم.